# Excalibur (còmic)
Excalibur és un grup de superherois de ficció que apareix als còmics nord-americans publicats per Marvel Comics. Estan representats com una branca dels X-Men, normalment amb seu al Regne Unit. Concebuts per l'escriptor Chris Claremont i l'artista/coescriptor Alan Davis, van aparèixer per primera vegada a Excalibur Special Edition nº 1 (1987), també conegut com Excalibur: The Sword is Drawn. Les històries que involucren aquest equip han presentat elements tant de les franquícies X-Men com de Captain Britain, que sovint impliquen viatges multidimensionals.
La formació inicial d'Excalibur, que va aparèixer a la primera sèrie homònima de 1988 a 1998, estava formada pel Captain Britain original Brian Braddock i la seva amant Meggan, juntament amb tres antics membres dels X-Men: Kitty Pryde, Nightcrawler i Rachel Summers. Una nova iteració de l'equip va ser presentada a la sèrie de 2005 New Excalibur fins que el títol va ser substituït el 2008 per Captain Britain and MI13. Una altra sèrie escrita per Claremont titulada Excalibur, encara que sense connexió amb l'equip original, narrava els esforços del fundador de X-Men, el professor Charles Xavier, i el seu antic nèmesi Magneto, per reconstruir la pàtria mutant de Genosha.
L'actual iteració de l'equip està dirigida per Betsy Braddock, que va assumir el mantell de Captain Britain durant Dawn of X.

## Excalibur(vol. 1) 1988–1998
L'equip creatiu original d'Excalibur, format per l'escriptor Chris Claremont i l'artista/coguionista Alan Davis, van incorporar elements de dues propietats de Marvel: els X-Men i Captain Britain.
Els X-Men són un grup de mutants, éssers humans evolucionats nascuts amb poders extraordinaris, que utilitzen les seves habilitats per defensar una societat que els odia i els tem. Claremont havia estat autor de la seva sèrie des de 1976, guiant-los a un gran èxit. Va agafar tres personatges dels X-Men, que van formar l'equip creient que els seus companys X-Men estaven morts:
- Nightcrawler (Kurt Wagner): un mutant alemany que posseeix la capacitat de teletransportar-se, es fa gairebé invisible a les ombres i té una aparença de dimoni.
- Phoenix (Rachel Summers): una jove telecinètica i telepàtica d'un futur distòpic. És amfitriona de la Phoenix Force (Força Fènix), una poderosa entitat còsmica que anteriorment s'havia fet passar per la seva mare, Jean Grey.
- Shadowcat (Kitty Pryde): una adolescent experta en informàtica amb la capacitat de "passar" a través d'objectes sòlids. L'acompanya Lockheed : un petit drac extraterrestre conservat com a mascota de la Kitty.

A la propietat Marvel UK, cocreada per Claremont el 1976, el Captain Britain és un protector del Regne Unit de la Gran Bretanya, dotat de poders sobrehumans pel llegendari mag Merlyn. Alan Davis i Alan Moore, durant la seva etapa conjunta a principis dels vuitanta, van establir que el Captain Britain de l'Univers Marvel era un dels molts de diverses dimensions i que un dels seus papers principals és vigilar el far que se situa a la convergència de realitats.
Excalibur, que també comptava amb la canviant de formes Meggan, es va reunir per primera vegada a Excalibur Special Edition nº 1, publicat l'1 de desembre de 1987 i aviat es va presentar en una sèrie mensual amb el mateix títol. Amb l'ajuda d'un robot maníac i saltador de dimensions anomenat Widget, es van embarcar en una sèrie d'aventures per mons paral·lels.
Davis va deixar la sèrie amb Excalibur nº 24 (1990) i Claremont amb Excalibur nº 34 (1991). Començant amb Excalibur nº 42, Davis va tornar a la sèrie, aquesta vegada com a escriptor i dibuixant, i va resoldre molts arguments que Claremont havia deixat sense concloure. També va afegir diversos membres nous, entre ells el místic Feron, el guerrer Kylun i l'alienígena Cerise; i també va presentar el canvi de mida Micromax (en una entrevista a la revista Wizard nº 6, Davis va dir que estava afegint quatre nous membres de l'equip a l'equip. Presumiblement, si la carrera de Davis no hagués acabat abans d'hora, Micromax s'hauria convertit en membre de ple dret de l'equip durant l'etapa de Davis, en lloc de a l'inici de la de Lobdell).
En una transició discordante, el Captain Britain es va perdre fora del panell, Meggan es va veure catatònica de sobte per haver-lo perdut i els membres més nous van ser expulsats sumàriament. Marvel va ubicar l'equip a l'illa de Muir, davant de la costa d'Escòcia, i va lligar la sèrie més a prop dels mites dels X-Men, descartant la majoria d'elements relacionats amb el Captain Britain, a més dels personatges que no tenien vincles estrets amb l'univers dels X-Men, com Kylun i Feron, a la vegada que el to de la sèrie cambiava des d'un còmic alegre i divertit a una sèrie més ombrívola. Phoenix va sortir d'escena amb el retorn del Captain Britain, qui va començar a utilitzar l'àlies "Britannic". Lobdell també va presentar Douglock, una amalgama de dos membres anteriorment morts dels New Mutants: l'extraterrestre tecno-orgànic Warlock i el savi lingüístic Cypher. L'antiga amant de Nightcrawler, la mística Amanda Sefton, també es va unir a l'equip, utilitzant el nom en clau Daytripper.
Les revisions fetes sota Warren Ellis, que va asumir l'escriptura des del número 83, van incloure tornar Britannic com a Captain Britain i afegir Pete Wisdom, un espia britànic cínic que podia manifestar l'energia solar en forma de "ganivets calents" que es podien disparar dels seus dits. Ellis també va desenvolupar una relació romàntica entre Wisdom i Shadowcat. A la insistència dels editors de Marvel, Ellis també va afegir Wolfsbane, una jove escocesa similar a una dona llop dels New Mutants i X-Factor, i Colossus, el membre rus dels X-Men que pot convertir la seva carn en acer orgànic. La sèrie va quedar interrompuda durant quatre mesos (entre els números 86 i 87 de la sèrie), com totes les relacionades amb els X-Men substituïdes per unes noves sèries de quatre números situades a l'Age of Apocalypse (Era d'Apocalipsi). La substituta d'Excalibur va ser X-Calibre.
Ellis va deixar la sèrie al número 103 (1996) i va ser substituit definitivament per Ben Raab a partir del nº 106, qui no va trobar una veu per a la sèrie, sovint agafant en préstec arguments de les altres sèries de mutants. Les vendes van caure i Marvel va cancel·lar la sèrie, parcialment per facilitar el retorn de Nightcrawler, Shadowcat i Colossus als X-Men. La sèrie va acabar amb el número 125 (1998), amb el casament de Meggan i un Captain Britain sense poder. Entre els números 110 i 111 es va publicar un -1 dins del Mes flashback. La sèrie va comptar amb diversos especials amb tapa de cartró (Excalibur Special Edition (1987, previ a l'inici de la sèrie), Excalibur Mojo Mayhem (1989), Excalibur: Air Apparent (1991), Excalibur: The Possession (1991), Excalibur: XX Crossing (1992)), una novel·la gràfica (Excalibur: Weird War III, 1990) i dos especials anuals numerats (1993 i 1994).

## Excalibur(vol. 2) 2001
L'any 2001, una sèrie limitada de quatre números titulada Excalibur, escrita per Raab, amb Captain Britain, Meggan, Psylocke, Black Knight, Sir Benedict, Captain UK i Crusader X, detallava l'ascens del Captain Britain per convertir-se en rei del regne extradimensional d'Otherworld (literalment Altremón).
La portada sol·licitada per al número 1 presentava un uniforme nou per al Captain Britain que era diferent del que realment va rebre al còmic, però la portada no es va utilitzar.

## Excalibur(vol. 3) 2004
El 2004, Marvel Comics va llançar una nova sèrie en curs titulada Excalibur, aquesta vegada tractant dels esforços del professor Xavier i Magneto per reconstruir la devastada nació mutant de Genosha (que havia estat destruïda al començament de l'etapa de Grant Morrison als New X-Men). A part del títol i que l'escriptor era el mateix que va iniciar el primer volum, Claremont, no tenia relació amb la sèrie original.
Altres membres del repartiment van incloure Callisto, un altre líder mutant i antic membre dels Morlocks, i nouvinguts com Wicked, Freakshow, Shola Inkosi i Karima Shapandar. Archangel i Husk també van aparèixer a la sèrie. L'agrupació mai va reclamar el nom d'Excalibur, malgrat el títol de la sèrie. L'últim número de la sèrie va ser el número 14, publicat el maig de 2005. Els esdeveniments de la història de "House of M" van concloure l'associació de Xavier i Magneto. Després, els membres mutants del grup van aparèixer a la sèrie "Son of M", on es va revelar que tots havien perdut els seus poders a causa de la "Decimation". No obstant això, van utilitzar el Terrigen Mist robat per Quicksilver per recuperar els seus poders, cosa que va fer que es descontrolessin, però l'efecte es va esvair més tard, deixant-los humans. Irònicament, els números d'Uncanny X-Men durant l'època d'aquest Excalibur tenien molt en comú amb l'Excalibur original: històries alegres de Chris Claremont, art colorit d'Alan Davis i Mark Farmer, personatges com Nightcrawler i Rachel Summers, i fins i tot un cameo del Captain Britain.
| Personatge       | Nom real                       | Actiu a                       |
| ---------------- | ------------------------------ | ----------------------------- |
| Magneto          | Max "Magnus" Eisenhardt        | Excalibur, vol. 3 nº 1 (2004) |
| Professor X      | Charles Francis Xavier         | Excalibur, vol. 3 nº 1 (2004) |
| Calisto          |                                | Excalibur, vol. 3 nº 1 (2004) |
| Dark Beast       | Henry Philip McCoy (Terra-295) | Excalibur, vol. 3 nº 1 (2004) |
| Freakshow        |                                | Excalibur, vol. 3 nº 1 (2004) |
| Karima Shapandar |                                | Excalibur, vol. 3 nº 1 (2004) |
| Shola Inkose     |                                | Excalibur, vol. 3 nº 1 (2004) |
| Wicked           |                                | Excalibur, vol. 3 nº 1 (2004) |

## New Excalibur(2005–2007)
La pàgina de cartes de l'últim número d' Excalibur (vol. 3) anunciava un rellançament del títol com a New Excalibur el novembre de 2005. Aquesta encarnació del llibre va ser escrita per Claremont. New Excalibur té més en comú amb la sèrie original que l'etapa basada en Genosha, ja que compta amb el Captain Britain i Peter Wisdom com a personatges principals i té lloc a Londres. Altres personatges inclouen el dolent reformat convertit en X-Man el Juggernaut, les antigues X-Women Sage i Dazzler i Nocturne, abans dels Exiles.
Igual que amb molts dels llibres de Marvel de finals de 2005, va sorgir dels efectes posteriors de "House of M". Quatre números d'Uncanny X-Men van establir les bases de New Excalibur. El Captain Britain va reunir l'equip a New Excalibur nº 5, abans d'un atac de Lionheart, Albion i els Warwolves. Més tard, l'equip es va enfrontar a l'atac de Black Air i Black Tom Cassidy, que havia quedat sense poder a causa del "M-Day". Black Air es va retirar després que Dazzler, Wisdom, Nocturne i el Captain Britain el derrotessin. Black Tom es va rendir després que el Juggernaut el critiqués i el fes sentir culpable per haver matat l'amic del Juggernaut, Sammy Paré. Sage es va enfrontar al Dark Charles Xavier de Shadow-X en una lluita astral, on Sage va disparar la seva forma astral i va guanyar.
Psylocke es va unir a New Excalibur i els va ajudar durant un atac del Shadow King, que va ser responsable de la creació de Shadow-X. Psylocke va enfonsar una fulla psi a Dark Xavier, va salvar New Excalibur i va desaparèixer en un llampec de llum. El Captain Britain va creure que estava morta, sense saber que s'havia unit als Exiles. Des de l'incident amb Psylocke, New Excalibur es va trobar amb Chamber repoderat, va visitar i salvar Camelot (mentre el Black Knight viatjava temporalment amb ells) i va intentat ajudar el Juggernaut amb alguns problemes derivats dels seus poders que va rebre de la Joia carmesí de Cyttorak. Nocturne va tenir un ictus i l'equip va intentar ajudar-la a recuperar-se.
Més tard, Albion va explica la seva història a Lionheart. És un Brian Braddock d'un altre món, on la seva primera guerra mundial no va acabar mai i va triar l'espasa per sobre de l'amulet (al contrari que el Captain Britain d'Excalibur). Va portar la pau al seu món, però la gent continuava morint de fam. Quan va conèixer un Captain Britain alternatiu, es va traslladar al món d'aquest últim i a partir d'aquí va començar una matança al cos dels Captains Britain. Aleshores va trobar Shadow-X i Michelle Scicluna, una agent de Black Air, i es preparen per enfrontar-se a New Excalibur. La rivalitat els diferencia, però, i Sage s'infiltra com a Diana Fox. Albion aconsegueix enderrocar tots els objectes que utilitzen energia d'Anglaterra i els conquereix, amb Sage desenvolupant una nova persona, completament subordinada a ell. Maten tant el Dark Cyclops com la Dark Beast, obligant a New Excalibur i Shadow-X a aliar-se per fer el que podria ser la seva última batalla. Dark Marvel Girl, el Juggernaut i el Dark Angel creen una diversió, a costa de la vida d'aquest últim, per permetre que Dazzler, Dark Iceman i Pete Wisdom combinin els seus poders i enceguin tots els Capitans mentre Nocturne, que va sortir de l'hospital mentre posseïa el cos d'un capità, evacua els civils. El Captain Britain arriba per enfrontar-se a Albion i intenta que Sage torni a la normalitat i els dos Brian Braddocks es preparen per enfrontar-se. Aleshores, el Captain Britain derrota Albion, mentre Dark Marvel Girl troba el dispositiu que Albion havia utilitzat i és capaç de reactivar tota la tecnologia a Gran Bretanya.
New Excalibur nº 24 va ser l'últim número d'aquest títol, amb les històries que es van traslladar a la minisèrie crossover X-Men: Die by the Sword.

### X-Men: Die by the Sword
Psylocke i Thunderbird viatgen a la Terra-616 per visitar el capità Britain i Nocturne durant la festa de la victòria de New Excalibur. No obstant això, durant la festa, el Captain Britain és ferit per una força d'atac dirigida per una dama blindada anomenada Rouge-Mort. Mentre Psylocke intenta cuidar del seu germà, tots els altres intenten lluitar. En adonar-se que no poden guanyar, es tele-transporten al Panoptichron. Allà, Dazzler descobreix que Longshot, encara viu, no la recorda i està a punt de suïcidar-se per alleujar el seu dolor quan Mystique va a convèncer-la per no fer-ho. Nocturne es reuneix feliçment amb els seus antics companys d'equip, mentre que Sage és considerada la millor opció per cuidar el Capitain Britain. Mentrestant, Kitty, utilitzant l'escàner, s'adona que Roma i Saturnyne estan en problemes. Aleshores, el Cos pateix moltes pèrdues, malgrat la intervenció de Saturnyne. Mentre que Kitty mira en Brian, Blink, Morph, Sabretooth, Thunderbird i Dazzler s'uneixen al camp de batalla. Dazzler lluita contra Rouge-Mort, que ha ferit greument a Roma, mentre que Morph lluita contra James Jaspers transformant-se en Fury, però el seu pla es frustra ràpidament. Sage, Psylocke i Wisdom recluten Albion per a la seva causa, que demostra ser un rival per a James Jaspers fins que Jaspers es converteix en Fury. Aleshores, Merlyn acudeix a la seva filla per acabar la feina, només per ser colpejat per Psylocke. Aleshores, el Captain Britain fa el seu moviment a Fury i, amb l'ajuda de Blink i Albion, el venç de moment, donant lloc a la derrota de Merlyn. Tanmateix, aquesta victòria té un preu quan Roma mor, encara que no abans de transferir els seus coneixements a la ment de Sage. A continuació, Saturnyne promet alliberar Albion de la presó per dirigir el cos, mentre que Sage i Nocturne canvien d'equip amb Longshot, que ara recorda els moments més destacats del seu passat. El nou Excalibur, ara amb només quatre membres, es dissol després de la batalla final amb Merlyn.

## Excalibur(vol. 4) 2019
Excalibur es va rellançar com a part de Dawn of X l'octubre del 2019. La llista inicial inclou Betsy Braddock com a nou Captain Britain, Gambit, Rogue, Jubilee, Rictor i Apocalypse.
Betsy Braddock, tornada al seu cos original, ha passat temps reconnectant-se amb el seu germà, Captain Britain, i la seva dona Meggan. Tot i que està emocionada de traslladar-se a Krakoa, Betsy dubta a l'hora d'utilitzar el nom en clau de Psylocke i evita activament a Kwannon, el cos de la qual havia ocupat durant molts anys. Egg li informa que ell i la resta dels Cinc han ressuscitat el seu germà Jamie encara que ella es resisteix a deixar-lo tornar a la seva vida. Apocalypse li informa que ha aparegut una nova porta d'accés a Krakoa però que està sent bloquejada des de l'altre costat. Quan la porta condueix a Avalon, un dels regnes d'Otherworld, ell li demana que parli amb el Captain Britain i utilitzi el seu amulet per viatjar-hi i investigar. La Betsy i el Captain Britain viatgen a Camelot i s'enfronten a Morgan le Fay, que intenta esbrinar per què ha aparegut la porta mentre està desviant la seva màgia. Creient que és culpa dels mags de la Terra, ataca a Betsy, prenent el control del Captain Britain per fer-ho, encara que Betsy escapa utilitzant l'amulet. A Krakoa, Apocalypse convoca a Rogue, Gambit i Jubilee, informant-los de la situació i utilitza els poders de Rogue per afeblir la porta prou perquè la destrueixi, però, l'explosió màgica resultant l'embolica en un taüt de flors. La Betsy porta a Rogue, Gambit i Jubilee al far més antic d'Excalibur, però descobreix que Morgan l'ha cremat. Les flors de Rogue la converteixen en una extensió de Krakoa i es construeix un nou far fet de plantes, amb Rogue com a llum. Els mags del clan Akkaba, aquells equivocadament lleials a l'Apocalipsi, ataquen el far però Excalibur els combat. Malgrat les protestes dels altres, Apocalypse arriba i promet protegir a Rogue mentre els altres es dirigeixen a Camelot per rescatar el capità Britànic, però, les forces de Morgan són massa poderoses i s'han de retirar, la qual cosa porta a Betsy a assumir el mantell del capità Britain fins que pugui alliberar el seu germà. Apocalypse troba en Rictor, que ha perdut el control dels seus poders, i el convenç d'anar a Krakoa.

## Membres d'Excalibur
| Personatge                | Nom real                      | Unió al grup                         |
| ------------------------- | ----------------------------- | ------------------------------------ |
| Captain Britain           | Brian Braddock                | Excalibur: The Sword is Drawn (1987) |
| Meggan                    | Meggan Braddock               | Excalibur: The Sword is Drawn (1987) |
| Phoenix                   | Rachel Summers                | Excalibur: The Sword is Drawn (1987) |
| Nightcrawler              | Kurt Wagner                   | Excalibur: The Sword is Drawn (1987) |
| Shadowcat                 | Katherine Pryde               | Excalibur: The Sword is Drawn (1987) |
| Lockheed                  |                               | Excalibur: The Sword is Drawn (1987) |
| Reclutes                  |                               |                                      |
| Widget                    | Kate Rasputina                | Excalibur nº 1 (1988)                |
| Kylun                     | Colin McKay                   | Excalibur nº 46 (1992)               |
| Cerise                    | Cerise                        | Excalibur nº 47 (1992)               |
| Feron                     | Feron                         | Excalibur nº 49 (1992)               |
| Micromax                  | Scott Wright                  | Excalibur nº 68 (1993)               |
| Moira MacTaggert          | Moira Kinross MacTaggert      | Excalibur nº 71 (1993)               |
| Daytripper                | Amanda Sefton/Jimaine Szardos | Excalibur nº 75 (1994)               |
| Douglock                  | Warlock                       | Excalibur nº 78 (1994)               |
| Wolfsbane                 | Rahne Sinclair                | Excalibur nº 90 (1995)               |
| Pete Wisdom               | Peter Paul Wisdom             | Excalibur nº 91 (1995)               |
| Colossus                  | Piotr "Peter" Rasputin        | Excalibur nº 92 (1995)               |
| Aliats                    |                               |                                      |
| Detective Dai Thomas      | Detective Dai Thomas          | Excalibur nº 1 (1988)                |
| Alysande Stuart           | Alysande Stuart               | Excalibur nº 6 (1989)                |
| Alistaire Stuart          |                               | Excalibur nº 6 (1989)                |
| Banshee                   | Sean Cassidy                  |                                      |
| Rory Campbell / Ahab      | Roderick "Rory" Campbell      | Excalibur nº 72 (1993)               |
| Mimic                     | Calvin Montgomery Rankin      | Excalibur nº 123 (1998)              |
| Excalibur: Sword of Power |                               |                                      |
| Captain Britain           | Brian Braddock                | Excalibur, vol. 2 (2001)             |
| Meggan                    | Meggan Braddock               | Excalibur, vol. 2 (2001)             |
| Psylocke                  | Elizabeth "Betsy" Braddock    | Excalibur, vol. 2 (2001)             |
| Black Knight              | Dane Whitman                  | Excalibur, vol. 2 (2001)             |
| Captain UK                | Linda McQuillan               | Excalibur, vol. 2 (2001)             |
| Crusader X                | Bran Braddock                 | Excalibur, vol. 2 (2001)             |
| Sir Benedict              |                               | Excalibur, vol. 2 (2001)             |
| New Excalibur             |                               |                                      |
| Captain Britain           | Brian Braddock                | New Excalibur #5 (2006)              |
| Dazzler                   | Alison Blaire                 | New Excalibur #5 (2006)              |
| Sage                      | Tessa                         | New Excalibur #5 (2006)              |
| Juggernaut                | Cain Marko                    | New Excalibur nº 4 (2006)            |
| Pete Wisdom               | Peter Paul Wisdom             | New Excalibur nº 3 (2006)            |
| Nocturne                  | Talia Josephine "T.J." Wagner | New Excalibur nº 3 (2006)            |
| Longshot                  | Longshot                      | X-Men: Die by the Sword nº 5 (2007). |
| Aliats de New Excalibur   |                               |                                      |
| Lionheart                 | Kelsey Leigh Kirkland         | New Excalibur nº 4 (2006)            |
| Excalibur (2019)          |                               |                                      |
| Captain Britain           | Elizabeth "Betsy" Braddock    | Excalibur, vol. 4 (2019)             |
| Gambit                    | Remy Etienne LeBeau           | Excalibur, vol. 4 (2019)             |
| Rogue                     | Anna Marie LeBeau             | Excalibur, vol. 4 (2019)             |
| Jubilee                   | Jubilation Lee                | Excalibur, vol. 4 (2019)             |
| Rictor                    | Julio Esteban Richter         | Excalibur, vol. 4 (2019)             |
| Apocalypse                | En Sabah Nur                  | Excalibur, vol. 4 (2019)             |
| Meggan / Gloriana         | Meggan Braddock               |                                      |

## Altres versions

### Lightning Force (Terra-597)
Des d'una Terra alternativa on els nazis han guanyat la Segona Guerra Mundial, i liderat per Hauptmann Englande, l'equip de Lightning Force està format per Meggan, Shadowcat i Nightcrawler. L'equip va aparèixer per primera vegada a Excalibur nº 9.

### European Defense Iniciative (Ultimate Marvel)
A l'univers Ultimate Marvel, el Programa de Super Soldats de la Unió Europea és propietari d'un equip de superherois anomenat EDI (European Defense Iniciative) (Iniciativa de Defensa Europea) que també té el nom en clau Excalibur. És l'equivalent europeu dels Ultimates americans (la versió Ultimate dels Venjadors). Apareixen per primera vegada a The Ultimates 2 i estan involucrats en els orígens de Thor. Ajuden els Ultimates a derrotar els Liberators a Nova York. Els capitans France, el Italy, Spain i el nou Captain Britain hi resideixen. L'ara malvat Reed Richards dirigit per Children of Tomorrow va matar els capitans Italy i France, amb Spain i Britain restants. Aleshores, Britain es va unir als Ultimates.

### Calibur (Terra-924)
Dirigit pel capità Saxonia, l'equip està format per Hulk, Spider-Girl, Doctor Strange i Iron Fist. L'equip va aparèixer per primera vegada a Excalibur nº 49.

### Excalibur (Terra-148)
Dirigit per Yeoman UK (Brion Burdack), l'Excalibur d'Ee'rath presentava versions de Thor, el Cavaller Negre i Spider-Man. L'equip va aparèixer per primera vegada a Excalibur nº 1.

### Excalibur (Terra-99476)
La família Griswald cau accidentalment per un portal i acaba a la Terra-99476, on els dinosaures mai es van extingir. El Britainicus Rex i el seu equip equivalent a Excalibur d'aquest món són capaços d'ajudar-los a tornar a la Terra-616. També tenen una breu batalla amb una versió dinosaure dels Cinc Fantàstics, amb Saur Fantastic, l'Invisiguanadon, la Dinotorch, una Thing verda peluda i l'Aracnosaur.